# Hawaiki
Hawaiki o Havaiki es una isla mítica donde los polinesios sitúan su origen. Las leyendas explican que las almas de los polinesios vuelven a Hawaiki después de la muerte.
El nombre de esta isla imaginaria se puede encontrar también con las formas: Havaiki, Hawaiiki, Hawai‘iki, Hawaii‘iki, Havai‘i, Hiva o Hawai‘ti. La forma Hawaiki es la más usual, de origen maorí.
Se ha relacionado el nombre de Hawaiki con los nombres de las islas Hawai‘i, y la Savai'i de Samoa. En las islas de la Sociedad, Raiatea era considerada antiguamente como una isla sagrada y conocida con el nombre de Havai'i. En las islas Tuamotu, Havaiki o Havai'i era la actual Fakarava.

## Leyenda
Las leyendas explican que la legendaria Hawaiki está situada al oeste. Habría sido la isla de partida desde donde migraron los polinesios hacia las diferentes islas y, particularmente, están vivas las leyendas de la migración de los maoríes a Aotearoa (Nueva Zelanda) con siete barcas que fundaron las siete tribus originarias. Igualmente se dice que las almas de los muertos salen desde el cabo Reinga, situado al extremo noroeste de la isla del Norte, hacia Hawaiki. 
S. Percy Smith en el libro Hawaiki, the original homeland of the Maori (1908) sugiere la localización de Hawaiki en Java. Actualmente se tiende a no donar crédito literal a las leyendas.